# Na Llarga
Na llarga és un illot del litoral mallorquí Pertany al municipi de les Salines situada a 100 metres de la Punta dels Tords, davant la platja del Coto (Colònia de Sant Jordi).
Es tracta d'un aflorament calcoarenític (anomenat col·loquialment pedra de marès o santanyí)
de petites dimensions i forma allargada, d'uns 250 metres per 40 d'amplada, amb una superfície emergida d'uns 7100 m², i d'escassos 6 metres d'altitud màxima. De fet aquesta litologia l'ha fet objecte d'explotació i s'hi troben pedreres de marès, com a tants altres indrets i illots del litoral mallorquí. La presència vegetal hi és escassa degut a la forta influència marina, i no hi és coneguda la nidificació de cap espècie d'ocell, tot i que és un posador habitual d'aus marines.
L'illot es troba davant d'un lloc de fondeig per a petites embarcacions i, per tant, el pas entre aquest i la costa és transitat. No és convenient per a calats superiors a 2 metres. L'illa i les seves aigües circumdants estan protegides, ja que formen part del Parc Natural Maritimoterrestre des Trenc - Salobrar de Campos.